# Overton (Teksas)
Overton – miasto w Stanach Zjednoczonych, w stanie Teksas, w hrabstwie Rusk.